# Iwan Kyprijan

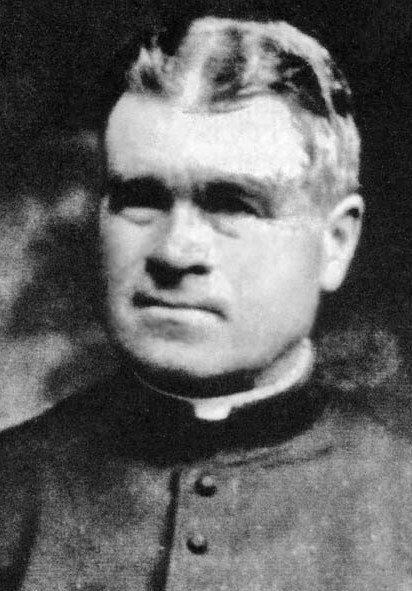
Iwan Kyprijan

Pater Iwan Franzischekowytsch Kyprijan (ukrainisch Іван Францішекович Кипріян; * 27. Oktober 1856 in Sokal, Galizien, Kaisertum Österreich; † 1924 (anderen Quellen nach 1934) im sibirischen Gulag, Sowjetunion) war ein ukrainischer Dirigent, Komponist, Musikwissenschaftler, sozialpolitischer Aktivist und Geistlicher der Ukrainischen griechisch-katholischen Kirche.

## Leben
Iwan Kyprijan kam in der galizischen Stadt Sokal in der heute ukrainischen Oblast Lwiw zur Welt. 1879 machte er an einem Gymnasium in Lemberg das Abitur und besuchte anschließend das theologische Seminar in Przemyśl, an dem er 1883 abschloss und daraufhin die Priesterweihe erhielt. 1882 besuchte er zudem das theologische Seminar in Lemberg.
Nach seiner Priesterweihe war er bis 1884 Pfarrer der katholischen Gemeinde in Dobromyl und leitete parallel zu diesem Amt den Chor in Lubaczów. Anschließend war er von 1884 bis 1888 Pfarrer in Schumjatsch im heutigen Rajon Turka, wo er zudem als Dirigent und Chorleiter tätig war. Zwischen 1888 und 1919 war er der Pfarrer der Gemeinde in Nemyriw.
1889 eröffnete er dort einen Leseraum zur Förderung der ukrainischen Literatur, der ab 1895 unter der Schirmherrschaft der Proswita stand. Er war Mitglied der Ukrainischen Nationaldemokratischen Partei und wurde 1900 zum Vorsitzenden der Ruska rada (Руська рада) im Bezirk Rawa-Ruska gewählt. Außerdem nahm er für den Wahlbezirk Galizien an den Wahlen zum österreichischen Abgeordnetenhaus teil. 1905 wurde er zunächst stellvertretender Leiter und später Leiter der Proswita in Rawa-Ruska. Politisch stand er in Gegnerschaft zur Russophilen Bewegung in Galizien.
Zwischen 1880 und 1885 war er Verfasser mehrerer musikalischer Lehrbücher, in denen er unter anderem zur ukrainischen musikalischen Terminologie schrieb. Zum Gedenken an den 50. Jahrestag der Abschaffung der Leibeigenschaft in Galizien schrieb er im März 1898 den Marsch „За Русь“ (deutsch: „Für die Rus“). Außerdem publizierte er 1883 die „Partituren für Kirchenchöre“, 1893 in Lwiw die „Göttliche Liturgie des heiligen Basilius des Großen“ und 1910 „Das kirchliche Liederbuch für Schulkinder“. Die von ihm gesammelten Volkslieder flossen in die von Porfyrij Baschanskyj (Порфирій Іванович Бажанський 1836–1920) zwischen 1905 und 1912 veröffentlichte Volksliedersammlung Rusko-narodni halyzki melodiji ein.
Während des Polnisch-Ukrainischen Krieges war er 1919/20 Korpskaplan des 1. Korps der Ukrainisch-Galizischen Armee der Westukrainischen Volksrepublik. Nach verlorenem Krieg emigrierte er zunächst aus Furcht vor den polnischen Behörden in die Tschechoslowakei.
Anfang der 1920er Jahr wurde er von den sowjetischen Behörden verhaftet und in einen Gulag nach Sibirien verschleppt.
Dort war er Hunger, Krankheit, Missbrauch und Folter durch die Bolschewisten ausgesetzt.
Trotzdem kümmerte er sich um die inhaftierten Kinder der „Volksfeinde“, war Beichtvater der Insassen und gab den Sterbenden die Sterbesakramente. Nachdem die Wärter 20 Kinder in eisiger Kälte in einen Käfig sperrten, um sie tags darauf zu erschießen, versuchte Kyprijan die verzweifelten Kinder zu wärmen und zu trösten. Er betete mit ihnen und starb, gemeinsam mit den Kindern, durch Erfrieren.